# Jean-Claude Van Damme
Pour les articles homonymes, voir Van Damme et JCVD.
Jean-Claude Van Damme, né le 18 octobre 1960 à Berchem-Sainte-Agathe, une commune de Bruxelles en Belgique, est un acteur, réalisateur, producteur de cinéma et pratiquant belge d'arts martiaux.
Après s'être exercé intensivement aux arts martiaux dès l'âge de dix ans, il connaît le succès national en Belgique comme lutteur et culturiste, remportant le titre de « Mister Belgium » en 1978.
En 1982, il émigre aux États-Unis afin de poursuivre une carrière au cinéma, connaissant le succès avec le film Bloodsport (1988) qui, pour un budget d'un million et demi de dollars, en rapporte soixante-cinq dans le monde. Van Damme atteint alors les sommets au box-office, notamment avec ses rôles dans Universal Soldier (1992) et Timecop (1994), qui à eux deux rapporteront plus de deux cent millions de dollars de recettes et feront de lui l'un des acteurs vedettes du cinéma d'action des années 1990.
Après une période de difficultés personnelles et de succès déclinant, au cours de laquelle son image publique est écornée du fait de ses multiples déclarations perçues comme absurdes (particulièrement à la télévision française), Jean-Claude Van Damme s'oriente à partir de la fin des années 2000 vers des rôles plus personnels bénéficiant d'un bon accueil critique, notamment avec son rôle semi-autobiographique dans le film JCVD (2008).
Jean-Claude Van Damme est souvent désigné par ses simples initiales JCVD ou, aux États-Unis, comme « The Muscles from Brussels » (« Les Muscles de Bruxelles »).

## Biographie

### Jeunesse
Jean-Claude Van Varenberg naît le 18 octobre 1960 à Berchem-Sainte-Agathe, une commune de Bruxelles. Il est le fils d'Eugène et Éliana Van Varenberg,,. Il a été élevé dans le catholicisme romain. Sa grand-mère paternelle est juive.
Il se lance dans les arts martiaux à l'âge de 11 ans au sein d'une école de karaté. Son style de combat se compose de karaté Shotokan et de kickboxing. Il obtient sa ceinture noire en karaté[Quand ?]. Il se lance ensuite dans le culturisme, désireux de développer sa musculature, ce qui lui vaut par la suite le titre de Mr Belgium en 1978 en culturisme,. À l'âge de 16 ans, il arrête la danse classique qu'il a pratiquée pendant cinq ans. Selon lui, la danse classique « est un art, mais c'est aussi l'un des sports les plus difficiles. Si vous pouvez survivre à un entraînement de danse classique, vous pouvez survivre à l'entraînement de n'importe quel autre sport ».

### Le rêve américain
En 1975, Jean-Claude Van Varenberg rencontre Abdel Qissi, un boxeur belgo-marocain qui le présente à son frère Mohamed, également passionné d'arts martiaux. Jean-Claude et Mohamed développent une forte amitié et partagent le désir commun de devenir acteurs aux États-Unis. Abdel présente également Jean-Claude à l'homme d'affaires Paul Van Damme. Ce dernier lui permet de devenir le mannequin officiel de Pierre Alexandre, un magazine de vêtements masculins, dans lequel Jean-Claude sera photographié en position de combat. La popularité du cliché va faire germer dans son esprit le désir de devenir acteur dans des films d'arts martiaux,.
En 1982, avec trois mille dollars en poche et sans grande connaissance de l'anglais, qu'il aurait appris par la suite en regardant Les Pierrafeu,, Jean-Claude Van Varenberg part avec Mohamed Qissi à Los Angeles « à la conquête d'Hollywood ». Les deux amis rencontrent des difficultés pour percer. Pendant plusieurs années, Jean-Claude enchaîne des petits boulots, tels que livreur de pizzas, videur de boîte de nuit ou encore poseur de moquette, mais aussi entraîneur personnel et chauffeur de limousine ; ce dernier travail lui permet de faire des rencontres potentiellement fructueuses. C'est à ce moment qu'il adopte le pseudonyme « Van Damme ».
Durant cette période, il fait la connaissance de Chuck Norris et Lou Ferrigno, et décroche quelques rôles au cinéma. Il fait une brève apparition, dans le rôle d'un karatéka homosexuel dans Monaco Forever,, un film resté inachevé qui ne sera distribué que plusieurs années après, une fois Jean-Claude Van Damme devenu célèbre.
En 1984, il pose comme modèle devant l'objectif de Patrick Sarfati pour la campagne du couturier Jean-Paul Gaultier, « L'homme-objet ».
En 1985, il obtient son premier rôle important dans le film Le Tigre rouge de Corey Yuen, en interprétant le rôle du méchant, un karatéka russe. Lors du tournage du film, quelques problèmes surviennent lors des cascades, lorsque Van Damme touche accidentellement les autres cascadeurs en leur portant des coups,.
Il joue par la suite dans L'Arme absolue, interprétant à nouveau le rôle du méchant — cette fois un agent soviétique — face au héros joué par Sho Kosugi. Il est ensuite engagé pour prêter sa silhouette au « Predator » dans le film homonyme, mais quitte l'équipe de cette production les jours suivants : il se serait en effet plaint d'étouffer dans le costume, et de n'apparaître à l'image que sous un masque ; en outre l'équipe de production a réalisé qu'un acteur plus imposant était nécessaire pour rendre la créature menaçante face à un groupe de soldats d'élite joués par Arnold Schwarzenegger, Jesse Ventura, Carl Weathers, Bill Duke ou encore Sonny Landham ; le rôle du Predator est repris par Kevin Peter Hall,.
Quelques mois plus tard, il provoque la rencontre qui va lancer sa carrière en allant au-devant du producteur Menahem Golan à la sortie d'un restaurant et en lui faisant une démonstration d'arts martiaux sur l'aire de stationnement. Menahem Golan lui propose de jouer dans Bloodsport qui sera un succès international, et donnera naissance à plusieurs suites sans Van Damme. Un procès l'opposera à Frank Dux, dont il joue le rôle dans le film.
Le personnage « Johnny Cage » du jeu vidéo Mortal Kombat est inspiré du personnage de Frank Dux dans ce film. Johnny Cage est habillé (y compris les chaussures) comme Van Damme dans le combat final du film, et un des coups spéciaux de Johnny Cage provient du combat entre Frank Dux et le sumo dans le film. La société de jeu vidéo Midway, n'ayant pu obtenir les droits du film pour le jeu, a fait de Johnny Cage une star de cinéma pour l'histoire du personnage, et a adapté le concept de kumite en « kombat ».

### Succès mondiaux, échecs et films à petit budget
En 1988, Jean-Claude Van Damme joue dans Cyborg d'Albert Pyun et, en 1989, dans Kickboxer de Mark DiSalle. Viennent ensuite en 1990 Full Contact (Lionheart), sous la direction de Sheldon Lettich ainsi que Coups pour coups (Death warrant) de Deran Sarafian (tourné avant mais sorti après Full Contact).
Ses films ayant tous rapporté beaucoup d'argent au box-office, il collabore de nouveau avec Sheldon Lettich, avec un budget supérieur. Pour Double Impact, Van Damme joue pour la première fois un double rôle (une prouesse qu'il réitérera par la suite dans Risque maximum et Replicant), interprétant deux frères jumeaux, face à Bolo Yeung qui était déjà son principal adversaire dans Bloodsport ; le public est au rendez-vous et le film est un succès.
Mario Kassar (Carolco) signe avec lui pour le film Universal Soldier de Roland Emmerich qui sort en 1992, partageant l'affiche avec Dolph Lundgren. Van Damme touche son premier million, pour un budget de 23 millions de dollars ; le film va en rapporter cinq fois plus à travers le monde et devient à l'époque son plus grand succès au box-office.

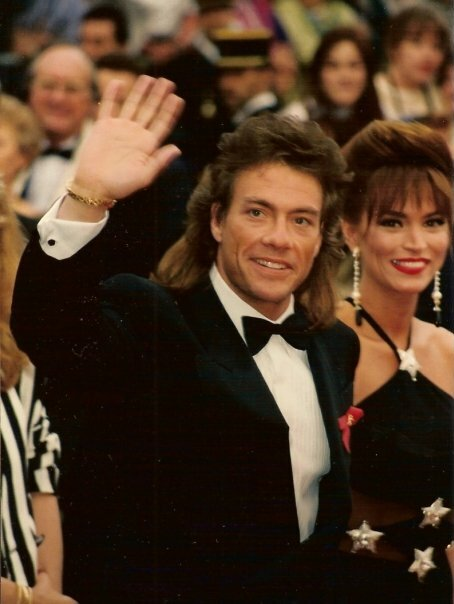
Jean-Claude Van Damme et au Festival de Cannes 1993.

Devenu "bankable", Cavale sans issue (Nowhere To Run) de Robert Harmon (1993), est un franc succès en Europe, avec notamment un million de spectateurs en France, mais les fans apprécient moins ce nouveau genre, montrant un Van Damme plus dramatique et délaissant les arts martiaux. Il enchaîne avec Chasse à l'homme (Hard Target) de John Woo (1993), premier film américain du réalisateur chinois (et devenant un tremplin pour les autres réalisateurs asiatiques voulant percer aux États-Unis[pas clair]), et renouvellera le genre avec Ringo Lam et Tsui Hark.[pas clair] L'action est au rendez vous, mais John Woo est contraint par les producteurs de couper au montage vingt minutes du film, jugées trop violentes pour la classification R, permettant ainsi aux mineurs de moins de 17 ans de pouvoir voir le film. Le film connait un succès relatif. Vient ensuite Timecop de Peter Hyams, un film de science-fiction basé sur le voyage dans le temps, qui rencontre en 1994 son plus grand succès aux États-Unis.
L'acteur est alors au sommet de sa gloire, ne subissant aucun échec. Il devient l'un des acteurs d'arts-martiaux les plus populaires et un des acteurs les mieux payés au monde, avec un cachet de huit millions de dollars pour Street Fighter : L'ultime combat (1994) de Steven E. de Souza ; le film est descendu par la critique et les fans du jeu vidéo Street Fighter II dont le film est l'adaptation, cependant le succès est au rendez-vous.
Van Damme plonge alors dans la drogue, devenant dépendant à la cocaïne. Il avouera avoir refusé à cette période une offre de la part des studios Universal pour une série de trois films avec un cachet de 12 millions de dollars par film, au motif que Jim Carrey touchait alors 20 millions par film. Il aurait en conséquence été placé sur liste noire par les principaux studios de production.[réf. nécessaire] Entre-temps, il a signé pour Mort Subite (Sudden Death) de Peter Hyams qui, sorti en salle fin 1995, lui vaudra sa première déception, le film ne rapportant que 64 millions dans le monde pour un budget de 35 millions. Pensant pouvoir revenir avec un projet qu'il a en tête depuis des années et qui lui tient à cœur, il réalise en 1996 son premier film, Le Grand Tournoi, dont il est également scénariste et producteur en plus d'être l'acteur principal, mais le film ne remporte pas le succès escompté. Il tourne la même année Risque maximum de Ringo Lam, un semi-succès, et enchaîne avec Double Team de Tsui Hark en 1997, qui s'avère un échec cuisant.
Sa consommation de drogue augmente en 1998 ; il réussit tant bien que mal à tourner dans un état second Piège à Hong Kong, toujours avec Tsui Hark ; ce dernier profite de son état pour l'humilier afin de se venger[pourquoi ?] de Double Team en ne le filmant pas à son avantage.[réf. nécessaire]. Le film est un échec critique et commercial.
En 1999, JCVD entame une carrière en DTV avec Légionnaire de Peter MacDonald qui sort directement en vidéo aux USA, mais au cinéma dans la plupart des pays du monde. En France, le film fera moins de 200 000 entrées, signant le pire démarrage de la star sur les écrans français depuis dix ans. Afin de renouer avec son public et le succès, JCVD accepte pour la première fois de jouer dans une suite : Universal Soldier : Le Combat absolu. Malheureusement, le film sera un fiasco. Aux États-Unis, il ne fera que 10 millions de dollars au box office et sera qualifié de "box office loser" par le Los Angeles Times. En France, ce sera à ce moment-là, la pire performance de l'acteur faisant moins de 150 000 entrées.
Par conséquent, Inferno de John G. Avildsen sort directement en DTV (Direct-to-video) la même année aux USA. Van Damme fait alors une pause et soigne ses dépendances. C'est à cette occasion qu'il reçoit un diagnostic de trouble bipolaire,.
En 2001, il revient en pleine forme avec Replicant de Ringo Lam, mais à nouveau le film sort directement en DVD malgré la popularité intacte de l'acteur en Europe. Le film est un échec avec seulement 100 000 entrées en salles, mais bénéficie de meilleures critiques que les précédents.
Lors de la promotion de ce film en France, il se fait davantage remarquer par son comportement que par le contenu de celui-ci. C'est en effet à cette période qu'il apparaît régulièrement dans des entretiens télévisés ou radiophoniques où il y tient des propos jugés décousus, absurdes et involontairement comiques, notamment par son franglais caractéristique. Il aborde spontanément divers sujets allant des femmes et des chiens à la religion et à la drogue en passant par sa capacité à casser des noix avec ses fesses. Il traite avec insistance des questions de spiritualité et de développement personnel, dont le public retient une tirade où il répète l'expression « être aware », qui devient dès lors associée à son image publique en France.
Affecté par l'exploitation de ces séquences dans quelques émissions à caractère humoristique ainsi que les railleries qui se répercutent sur ses enfants (l'un des sujets de JCVD), l'acteur devient de plus en plus réticent à accorder des entretiens en français, craignant d'être de nouveau piégé par sa spontanéité et d'être l'objet du cynisme des médias de masse qui sont à la recherche de pittoresque sans égard pour les répercussions concrètes de leurs propos. Il expliquera par la suite avoir voulu communiquer un peu de sa sagesse, péniblement acquise par son expérience et ses erreurs, à de jeunes gens inexpérimentés et aspirant autant à la réussite que lui autrefois. Par transparence, il a admis que le rythme de tournage imposé par la télévision combiné au décalage horaire et à ses difficultés d'expression en français (langue qu'il pratique moins qu'auparavant) ont généré une élocution maladroite qui a pu nuire à la portée positive de son message.
En juillet 2001, la ligne de vêtements, « Dammage7 » est vendue exclusivement chez Harrods à Londres.
À partir du début de la décennie 2000, Van Damme apparaît dans un grand nombre de films « direct-to-video » comme : The Order de Sheldon Lettich (2001) ; Point d'impact (Derailed) (2002) de Bob Misiorowski ; il tourne encore avec Ringo Lam dans In Hell (2003) qui sera son plus grand succès en location aux États-Unis ; L'empreinte de la mort (Wake Of Death) de Philippe Martinez (2004) ; Ultime Menace (Second In Command) (2006) ; The Hard Corps (2006) et Jusqu'à la mort (Until Death) (2007) de Simon Fellows.

### Retour au cinéma

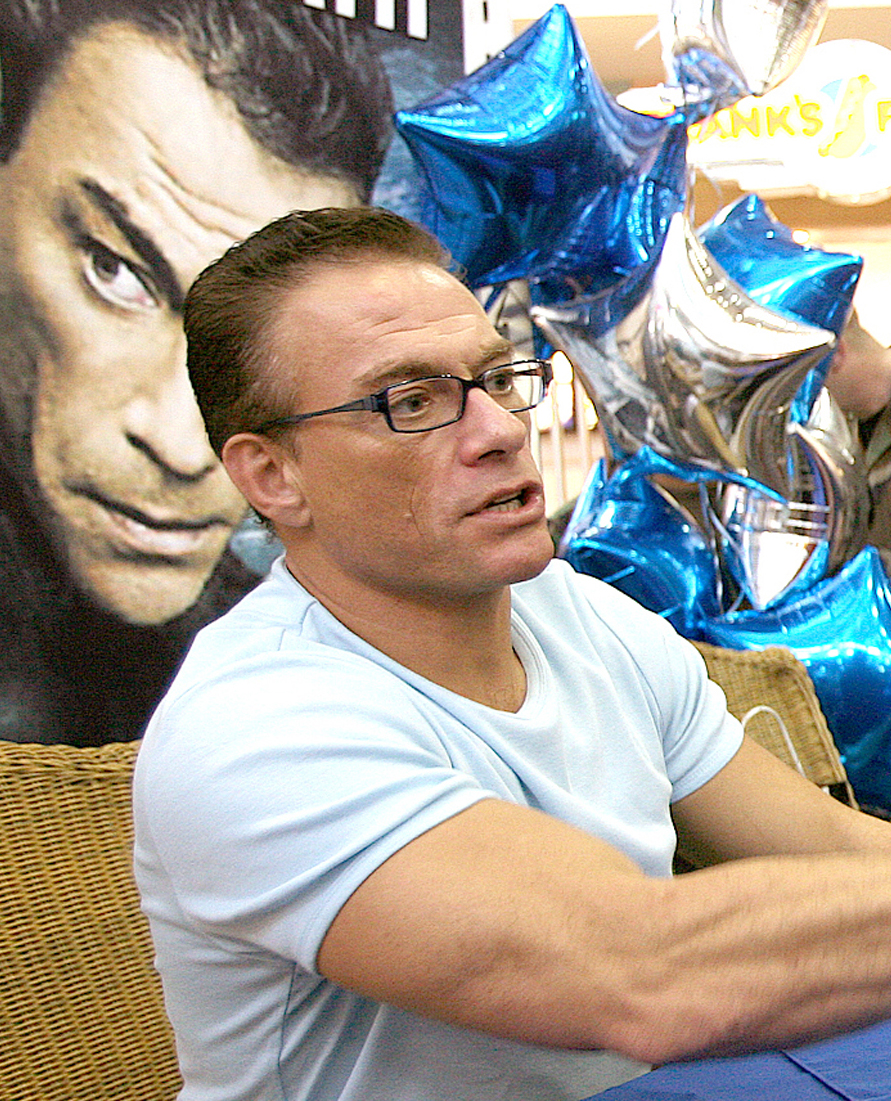
Jean-Claude Van Damme, lors de la promotion de Jusqu'à la mort en 2007.

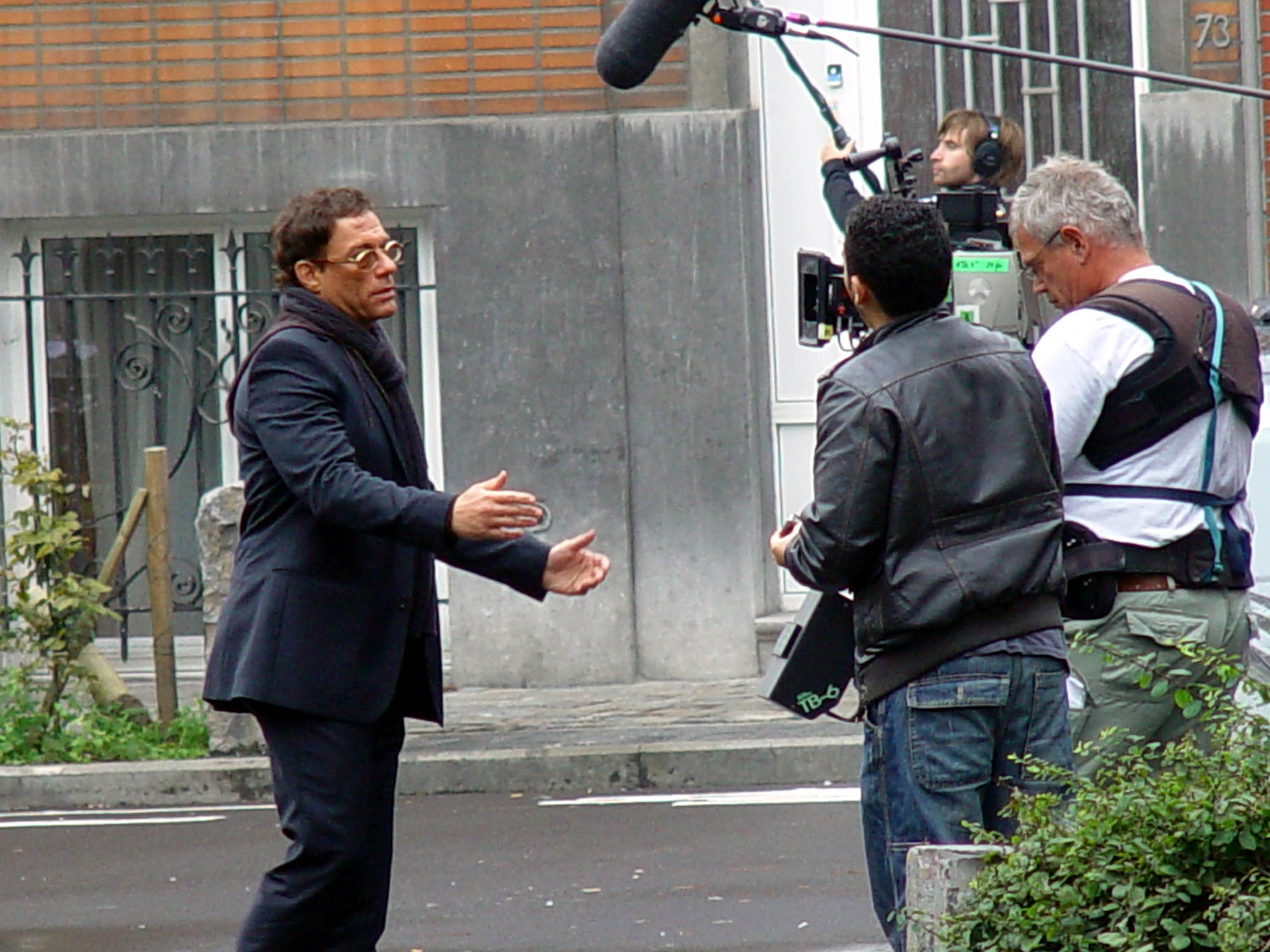
Jean-Claude Van Damme sur le tournage de JCVD en 2007.

Jean-Claude Van Damme continue cependant d'apparaître au cinéma, notamment en France, avec L'Empreinte de la mort qui fait l'objet d'une sortie limitée, mais ce n'est qu'en 2008 qu'il fait son grand retour dans les salles françaises avec JCVD de Mabrouk El Mechri. Le film fait l'objet d'une sortie limitée aux États-Unis, cependant il reçoit des critiques très positives de la part du Los Angeles Times.
L'histoire de JCVD, film à mi-chemin entre fiction et réalité, se base sur la carrière et sur la personnalité de l'acteur. Bien que les critiques reconnaissent que Van Damme y déploie de vrais talents d'acteur, le public ne suit pas, et JCVD doit se contenter d'environ 165 000 spectateurs, ce qui est très peu au regard de la large promotion télévisuelle dont le film a bénéficié. Malgré une offre de la Twentieth Century Fox, Van Damme refuse d'apparaitre dans la suite de Street Fighter, notamment pour se consacrer à JCVD. Le film de la Fox sera alors remanié pour devenir Street Fighter: Legend of Chun-Li. Juste après, il auto-produit et réalise Frenchy. Le tournage a lieu en Thaïlande en 2008. La postproduction est chaotique et il préfère ainsi refuser un rôle proposé par Sylvester Stallone dans Expendables : Unité spéciale. Son film, qui change plusieurs fois de titres (Soldiers, The Eagle Path, Full Love) peine à trouver un distributeur et reste inédit,.
Il poursuit avec Trafic mortel (The Shepherd) (2008) d'Isaac Florentine et Universal Soldier : Régénération (2009).
Le 5 octobre 2011, il est à Grozny lors de la luxueuse fête du trente-cinquième anniversaire du président tchétchène Ramzan Kadyrov, qui l'a invité (ainsi qu'Hilary Swank ou Vanessa-Mae). La présence de ces têtes d'affiche crée la polémique, au regard de la réputation de Kadyrov.
En 2011, il est la voix de Maître Croc dans Kung Fu Panda 2. Le film est un énorme succès au cinéma, en ramassant plus de 665,7 millions de dollars de recettes dans le monde. Il enchaine alors avec Assassination Games (2011) et 6 Bullets (2012).
À l'été 2012, pour la première fois depuis treize ans[réf. nécessaire], il réapparaît dans les salles de cinéma aux États-Unis avec Expendables 2 : Unité spéciale. C'est également pour lui l'occasion de tourner un film avec Chuck Norris (bien que les deux acteurs n'apparaissent pas ensemble à l'écran). Le film engendre plus de 300 millions de dollars au box-office, ce qui en fait le film le plus rentable de la série. Au Festival de Cannes 2013, il annonce être à la tête d'un projet de série télévisée réalisée à Dubaï. Cette série, Luxury Meets Justice, est produite par Fashion TV, et se composera de deux saisons, comportant chacune un film-pilote, et 12 épisodes.
Il est également en tête d'affiche du film Welcome to the Jungle (2013), mais aussi Enemies Closer (2013).
En 2015, il est acteur principal du récit Pound of Flesh (2015).
En 2016, il prête à nouveau sa voix à Maître Croc dans Kung Fu Panda 3. Le film est un triomphe et génère plus de 521,2 millions de dollars de recettes mondiales.
À l'été 2016, Van Damme apparait dans le pilote de la série en devenir Jean-Claude Van Johnson, œuvre parodique sur l'acteur pour la plateforme Prime Video. L'épisode ayant convaincu le studio, le reste de la saison est diffusé en décembre 2017. En janvier 2018, Prime Video annule la série.
En 2018, il revient dans la franchise Kickboxer avec Kickboxer : L'Héritage, sorti en DTV et mettant notamment en scène Hafþór Júlíus Björnsson, Mike Tyson, ou encore un autre francophone ayant réussi à Hollywood durant les années 1980 et 1990, Christophe Lambert. Il apparaît ensuite aux côtés de Dolph Lundgren dans le film Black Water également sorti en DTV. Toujours en 2018, il revient au cinéma avec le drame Lukas de Julien Leclercq.
En 2019, lors d'une interview pour la sortie remastérisée de Kickboxer, il annonce qu'il reviendra aux côtés de son fils Kris Van Damme dans le film The Tower qui sortira en 2020[réf. souhaitée].
Le 30 juillet 2021, il est à l'affiche du film Le Dernier Mercenaire, qui sort en exclusivité sur Netflix. Il se classe dès sa sortie numéro 1 monde pendant sept jours d’affilée sur Netflix et obtient la même position au bout de quelques semaines dans le top 10 mondial Netflix, comptabilisant plus de 52 millions d'heures de visionnage à travers le monde

### Vie privée
En 1986, Jean-Claude Van Damme épouse la culturiste Gladys Portugues (en) ; ils ont deux enfants : Kristopher (1987), et Bianca (1990) ; ils divorcent en 1993. Il se remarie l'année suivante avec Darcy Lapier (en) qui lui donne un fils, Nicholas (1995) ; ils divorcent en 1997. En 1999, Gladys Portugues et JCVD se marient une seconde fois ensemble.
En 2007, il révèle au magazine Empire sa liaison avec la chanteuse Kylie Minogue durant le tournage de Street Fighter.

## Combats de karaté semi-contact
Jean-Claude Van Damme ne possède aucun titre de karaté. Sa biographie officielle fait état d'un titre de champion de Belgique et de champion d'Europe de light-contact en 1978 (variante moins violente du full-contact et du kick-boxing) et de sa participation en Floride aux championnats du monde WAKO en 1979, où il est éliminé par un autre Belge, Patrick Teugels, ce dernier terminant deuxième de la compétition.

## Controverse
En juillet 2018, Jean-Claude Van Damme est à l'origine d'une polémique lorsqu'il affirme dans l'émission de télévision On n'est pas couché, diffusée sur France 2, que le mariage n'a plus de réelle signification, déclarant notamment « Les hommes se marient avec les hommes, les femmes avec les femmes, les chiens avec les chiens ». Marlène Schiappa, secrétaire d'État française chargée de l'Égalité entre les femmes et les hommes et invitée de la même émission, déclare ensuite que « La dernière fois qu'une personne a fait un parallèle entre l'homosexualité et la zoophilie, c'était un élu du Front national ».
Jugeant que ses propos ont été mal compris, l'acteur réagit sur le plateau, puis une seconde fois hors plateau lors d'une interview.

## Filmographie
Sauf indication contraire, les informations mentionnées dans cette section peuvent être confirmées par la base de données cinématographiques IMDb,  présente dans la section « Liens externes ».

### Acteur

#### Cinéma

##### Années 1980
- 1984 : Portés disparus (Missing in Action) de Joseph Zito : un soldat (non crédité)
- 1984 : Break Street 84 (Breakin') de Joel Silberg : un spectateur dans la première séquence de danse (non crédité)
- 1984 : Monaco Forever de William A. Levey : un karatéka homosexuel[59] (court-métrage)
- 1986 : Le Tigre rouge (No Retreat, No Surrender) de Corey Yuen : Ivan Kraschinsky
- 1988 : L'Arme absolue (Black Eagle) d'Eric Karson : Andreï Tayelahc
- 1988 : Bloodsport de Newt Arnold : Frank Dux
- 1989 : Cyborg d'Albert Pyun : Gibson Rickenbacker
- 1989 : Kickboxer de Mark DiSalle : Kurt Sloane

##### Années 1990
- 1990 : Full Contact (Lionheart) de Sheldon Lettich : Lyon Gaultier
- 1990 : Coups pour coups (Death Warrant) de Deran Sarafian : Louis Burke
- 1991 : Double Impact de Sheldon Lettich : Alex et Chad Wagner
- 1992 : Universal Soldier de Roland Emmerich : Luc Deveraux
- 1993 : Cavale sans issue (Nowhere to Run) de Robert Harmon : Sam Gillen
- 1993 : Chasse à l'homme (Hard Target) de John Woo : Chance Boudreaux
- 1993 : Last Action Hero de John McTiernan : lui-même (caméo)
- 1994 : Timecop de Peter Hyams : Max Walker
- 1994 : Street Fighter : L'Ultime Combat (Street Fighter) de Steven E. de Souza : le colonel William F. Guile
- 1994 : Kickboxer 4 d'Albert Pyun : Kurt Sloane (courte apparition dans le résumé)
- 1995 : Mort subite (Sudden Death) de Peter Hyams : Darren McCord
- 1996 : Le Grand Tournoi (The Quest) de lui-même : Christophe Dubois
- 1996 : Risque maximum (Maximum Risk) de Ringo Lam : Alain Moreau / Mikhail Suverov
- 1997 : Double Team de Tsui Hark : Jack Quinn
- 1998 : Piège à Hong Kong (Knock Off) de Tsui Hark : Marcus Ray
- 1998 : Légionnaire (Legionnaire) de Peter MacDonald : Alain Lefèvre
- 1999 : Universal Soldier : Le Combat absolu (Universal Soldier: The Return) de Mic Rodgers : Luc Deveraux
- 1999 : Inferno de John G. Avildsen : Eddie Lomax

##### Années 2000
- 2001 : Replicant de Ringo Lam : Garrotte / Le replicant
- 2001 : The Order de Sheldon Lettich : Rudy Cafmeyer / Charles Le Vaillant
- 2002 : Point d'impact (Derailed) de Bob Misiorowski : Jacques Kristoff
- 2003 : In Hell de Ringo Lam : Kyle LeBlanc
- 2004 : L'Empreinte de la mort (Wake of Death) de Philippe Martinez : Ben Archer
- 2004 : Narco de Gilles Lellouche et Tristan Aurouet : lui-même
- 2006 : L'Exam (Sınav) d'Ömer Faruk Sorak : Charles
- 2006 : Ultime Menace (Second in Command) de Simon Fellows : Sam Keenan
- 2006 : The Hard Corps de Sheldon Lettich : Philippe Sauvage
- 2007 : Jusqu'à la mort (Until Death) de Simon Fellows : Anthony Stowe
- 2007 : Trafic mortel (The Shepherd: Border Patrol) d'Isaac Florentine : Jack Robideaux
- 2008 : JCVD de Mabrouk El Mechri : lui-même
- 2009 : Universal Soldier : Régénération (Universal Soldier: Regeneration) de John Hyams : Luc Deveraux

##### Années 2010
- 2011 : Kung Fu Panda 2 de Jennifer Yuh Nelson : Maître Croc (voix)
- 2011 : Assassination Games d'Ernie Barbarash : Vincent Brazil
- 2011 : Beur sur la ville de Djamel Bensalah : le colonel Merot
- 2012 : Dragon Eyes de John Hyams : Tiano
- 2012 : Universal Soldier : Le Jour du jugement (Universal Soldier: Day of Reckoning) de John Hyams : Luc Deveraux
- 2012 : 6 Bullets d'Ernie Barbarash : Samson Gaul
- 2012 : Expendables 2 : Unité spéciale (The Expendables 2) de Simon West : Jean Vilain
- 2012 : UFO (U.F.O.) de Dominic Burns : George
- 2012 : Rjevski contre Napoléon (Rjevski protiv Napoleona) de Marius Waisberg : lui-même (caméo)
- 2013 : Welcome to the Jungle de Rob Meltzer : Storm Rothchild
- 2013 : Enemies Closer de Peter Hyams : Xander
- 2014 : Duels (Swelter) de Keith Parmer : Stillman
- 2014 : La Vengeance dans le corps (Pound of Flesh) d'Ernie Barbarash : Deacon Lyle
- 2016 : Kung Fu Panda 3 de Jennifer Yuh Nelson et Alessandro Carloni : Maître Croc (voix)
- 2016 : Kickboxer: Vengeance de John Stockwell : Maître Durand
- 2017 : La Marque de la vengeance (Kill 'em All) de Peter Malota : Phillip
- 2018 : Kickboxer : L'Héritage (Kickboxer: Retaliation) de Dimitri Logothetis : Maître Durand
- 2018 : Black Water de Pasha Patriki : Scott Wheeler
- 2018 : Lukas de Julien Leclercq : Lukas
- 2019 : Le Sang du cartel (We Die Young) de Lior Geller : Daniel

##### Années 2020
- 2021 : Le Dernier Mercenaire de David Charhon : Richard Brumère
- 2021 : Haters de Stéphane Marelli : le fan de Thomas
- 2022 : Les Minions 2 : Il était une fois Gru (Minions: The Rise of Gru) de Kyle Balda : Jean Claude (voix)
- 2024 : Hatch : Protection rapprochée (Darkness of Man) de James Cullen Bressack : Russell Hatch
- 2024 : Kill 'Em All 2 de Valeri Milev : Philip (également producteur délégué)
- 2025 : Le Jardinier de David Charhon : Léo

En attente de sortie
- Date sujette à modification : Frenchy de lui-même : Frenchy (tourné en 2008 mais jamais sorti pour le grand public)

#### Télévision

##### Séries télévisées
- 1996 : Friends (saison 2, épisode 13, « Celui qui retrouve son singe – 2e partie ») : lui-même
- 2003 : Las Vegas (saison 1, épisode 15, « Qui veut la peau de Jean-Claude Van Damme ? ») : lui-même
- 2014 : Dubai Force: Where Luxury meets Justice (2 saisons, 12 épisodes) : ?
- 2017 : Jean-Claude Van Johnson : lui-même

##### Télé-réalité
- 2011 : Les Anges gardiens : lui-même
- 2011 : Sur les traces de Jean-Claude Van Damme (en) (Jean-Claude Van Damme: Behind Closed Doors ; 8 épisodes) : lui-même
- 2020 : Les Anges 12 : Asian Dream : lui-même

#### Clips
- 1999 : Crush'em de Megadeth
- 2003 : Kiss My Eyes de Bob Sinclar
- 2020 : Ultrarêve d'AaRON

### Réalisateur
- 1996 : Le Grand Tournoi (The Quest)
- Date sujette à modification : Frenchy (tourné en 2008 mais jamais sorti pour le grand public)

### Scénariste
- 1989 : Kickboxer de Mark DiSalle et David Worth (histoire originale)
- 1990 : Full Contact de Sheldon Lettich
- 1990 : Double Impact de Sheldon Lettich
- 1996 : Le Grand Tournoi (The Quest) de lui-même (histoire originale)
- 1998 : Légionnaire (Legionnaire) de Peter MacDonald (histoire originale)
- 2001 : The Order de Sheldon Lettich
- Date sujette à modification : Frenchy de lui-même (tourné en 2008 mais jamais sorti pour le grand public)
- 2024 : Hatch : Protection rapprochée (Darkness of Man) de James Cullen Bressack (histoire originale)

## Jeux vidéo
Jean-Claude Van Damme a eu droit à son homologue pixelisé dans quelques jeux vidéo.
- En 1992, dans l'adaptation du film Universal Soldier par The Code Monkeys sur Mega Drive et Game Boy, où le joueur incarne Luc Devereaux, pixelisé de façon grossière. Une version Super Nintendo était prévue, mais fut annulée.
- Le personnage de Johnny Cage dans la série de jeux Mortal Kombat est directement inspiré de Van Damme.
- En 1995, c'est le film Timecop qui se voit adapter sur console Super Nintendo par l'éditeur français Cryo Interactive, bien que, pour des questions de droits, Van Damme n’apparaisse jamais sur la jaquette ou dans les cinématiques du jeu. Une version Mega CD fut à son tour développée, mais jamais éditée.
- L'acteur revient la même année dans Street Fighter: The Movie, adaptation en jeu vidéo du film Street Fighter (lui-même inspiré du jeu vidéo Street Fighter II: The World Warrior), éditée à l'époque sur arcade et consoles PlayStation et Saturn. C'est la version où Van Damme est le plus reconnaissable, car directement numérisé et apparaissant dans plusieurs cinématiques.
- Dans le jeu Broforce, on retrouve le héros de Universal Soldier et Timecop.
- En 2024, il prête ses traits et sa voix à une cible fugitive de Hitman : World of Assassination : Max Valliant, alias "The Splitter", ainsi que ses clones plus jeunes, le personnage incluant de multiples références à l'acteur (dont son fameux grand écart) [60].

## Autres apparitions

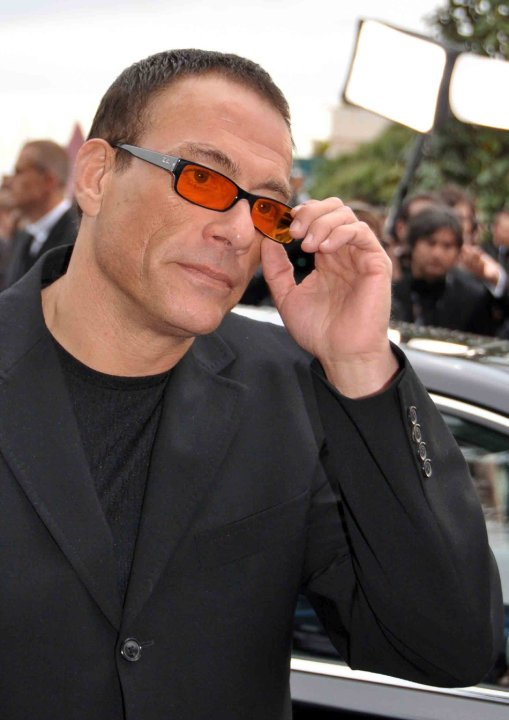
Jean-Claude Van Damme en 2010.

- En 1996, Jean-Claude Van Damme apparaît dans un épisode de la série Friends (saison 2, épisode 13) dans lequel il joue son propre rôle[61],[62].
- En 1999, il apparaît à la fin d'une représentation du catcheur Bill Goldberg à la WCW Monday Nitro le 25 janvier 1999 à Dallas, Texas aux côtés de Chuck Norris, Bret Hull et Herschel Walker.
- En 2003, il apparaît dans le clip Kiss My Eyes de Bob Sinclar[63], et en 2007 dans une publicité pour World of Warcraft[64].
- En 2011, il pose avec un vison écorché pour l'association de défense des droits des animaux Gaia, dans le cadre d'une campagne contre l'industrie de la fourrure en Belgique[65].
- Depuis 2012, il est la star des pubs de la marque de bière Coors Light (en)[66].
- En 2013, il tourne dans une publicité pour Volvo, réalisant (à l'âge de 53 ans) un grand écart facial entre deux camions de la marque s'écartant progressivement, qui rencontre un grand succès sur Internet, avec plus de 60 millions de vues sur YouTube en moins d'un mois[67],[68].
- En 2014, il joue son propre rôle dans une vidéo du réalisateur et musicien nord-américain Freddie Wong, diffusée sur YouTube[69].
- En 2015, il apparaît dans le clip vidéo The HUM des DJ belges Dimitri Vegas & Like Mike en featuring avec Ummet Ozcan, aux côtés de Charlie Sheen.

## Distinctions et hommages

### Récompenses
- Bollywood Movie Awards 2012 : Superstar internationale de films d'action
- Prix de l'honneur de consécration de star de film d'action à Macao 2013[réf. souhaitée]

### Nominations
Sauf indication contraire, les informations mentionnées dans cette section peuvent être confirmées par la base de données cinématographiques IMDb,  présente dans la section « Liens externes ».
- MTV Movie Awards 1992 : homme le plus désirable pour Double Impact
- Bravo Otto 1992 : meilleur acteur
- MTV Movie Awards 1993 : homme le plus désirable pour Cavale sans issue
- Bravo Otto 1993 : meilleur acteur
- MTV Movie Awards 1994 : homme le plus désirable pour Chasse à l'homme
- Kids' Choice Awards 1995 : acteur de film favori pour Street Fighter : L'Ultime Combat
- DVD Exclusive Awards (en) 2001 : meilleur acteur pour Replicant
- Toronto Film Critics Association Awards 2008 : meilleure performance masculine pour JCVD
- Chlotrudis Awards 2009 : meilleur acteur pour JCVD

### Hommages
- Le 17 octobre 2010, la chaîne de télévision belge RTL-TVI consacre une émission biographique à Jean-Claude Van Damme. Les personnes ayant marqué sa vie y sont invités (ses parents, son entraîneur Claude Goetz), il y reçoit également des mains de la ministre Belge de la Culture, de l'Audiovisuel, de la Santé et de l'Égalité des chances, Fadila Laanan, la médaille des Chevaliers de l'ordre de la Couronne.[réf. nécessaire]
- En octobre 2012, il inaugure sa statue de bronze, grandeur nature, à Anderlecht (Belgique)[70]. Celle-ci est inspirée du personnage Frank Dux qu'il incarne dans le film Bloodsport.
- L’acteur a par ailleurs inspiré la création de la danse du Kuduro (musique électro africaine), basée sur une scène du film Kickboxer où le protagoniste danse en étant saoul.[réf. nécessaire]
- L'acteur apparaît comme un personnage clé du roman Comme un karatéka belge qui fait du cinéma de Jean-Claude Lalumière (Le Dilettante, février 2014).
- Dans la série nord-américaine Sense8, l'un des personnages, Capheus, est fan de Jean-Claude Van Damme. Chauffeur de bus, il nomme le sien Van Damn, en référence à son acteur fétiche. Il obtient le surnom Van Damn après avoir gagné un combat à mains nues.

## Voix francophones
En version française, Patrice Baudrier est la voix française régulière de Jean-Claude Van Damme. François Leccia et Hervé Jolly l'ont également doublé à quatre reprises chacun. Bernard Bollet et Jérôme Keen l'ont doublé occasionnellement à deux reprises chacun. Par ailleurs, Jean-Claude Van Damme joue en français dans Narco, JCVD, Beur sur la ville, Lukas, Le Dernier Mercenaire, Haters et Le Jardinier
En version québécoise, il est régulièrement doublé par Daniel Picard